# Fresno's
Fresno's es la firma conjunta de los historietistas e ilustradores Carlos y Luis Fresno Crespo, nacidos en Soria en 1952 y 1956, respectivamente, pero criados en Valladolid.

## Biografía
Publicaron sus primeras páginas para Editorial Bruguera entre 1971 y 1972 cuando solo tenían 17 y 14 años respectivamente, con las series Tiriciano y Ataúlfo Cartabón.  Junto a autores como Casanyes, Esegé o Joan March se convirtieron en la tercera generación de autores de la llamada Escuela Bruguera[cita requerida]. Poco después, dibujaron páginas para la revista Vida y Luz y para el Diario Regional de Valladolid, y en 1978 ilustraron el libro Setenta días en el infierno. La gesta del Alcázar de Toledo, de Fuerza Nueva Editorial.
De vuelta a Bruguera, publicaron series como Javi y su perro Kiko, Gustavo Gavioto un buen piloto,  Benito Boniato, estudiante de bachillerato (1977) , Paulino y Pernales, exportación de animales, Ornelo (1980) y Astrosniks, una adaptación al cómic de unas figuritas de juguete de la compañía alemana Bully Figuren, con guiones de Jaume Ribera (1984).[cita requerida] Las más populares fueron Benito Boniato, de la que salieron diez números de la colección Olé y dos Súper Humor exclusivos, y Astrosniks, cuyas historietas fueron recopiladas en tapa dura[cita requerida].
También realizaron un cómic de ocho páginas sobre la historia de Valladolid, y a finales de los años 1970 y 1980 colaboraron para la revista Rombo de FASA-Renault con cómics y 9 pósters con diferentes modelos de coches de la empresa.[cita requerida]
Después de Bruguera se dedicaron a la publicidad, regentaron una librería[cita requerida] y fundaron Alcañiz-Fresno's Editores / Quirón Ediciones (1990), para la edición principalmente de libros sobre historia militar.